# NGC 2900
NGC 2900 (również PGC 26974 lub UGC 5065) – galaktyka spiralna z poprzeczką (SBc), znajdująca się w gwiazdozbiorze Hydry. Odkrył ją Lewis A. Swift 10 marca 1886 roku.